# Professional Hockey Writers’ Association
Die Professional Hockey Writers’ Association (kurz PHWA) ist ein Journalistenverband, der die professionellen, nordamerikanischen Journalisten, die für die großen Tageszeitungen, Zeitschriften, Webseiten und das Fernsehen über Eishockey berichten, vertritt. Der Hauptsitz der PHWA befindet sich im US-amerikanischen West Orange im Bundesstaat New Jersey. Zu Beginn der Saison 2009/10 waren etwa 400 Journalisten Mitglied der Organisation. Präsident der PHWA ist Kevin Allen von USA Today.

## Geschichte
Die Vereinigung wurde 1967 gegründet. Die Journalisten der PHWA wählen untereinander die Sieger eines Großteils der Trophäen, die jährlich von der National Hockey League (seit 1983 im Rahmen der NHL Awards) an die besten Eishockeyspieler des Jahres vergeben werden. Zudem bestimmen sie mittels der Vergabe des Elmer Ferguson Memorial Award, der nach einem kanadischen Sportjournalist benannt ist, diejenigen Journalisten aus, die in die Hockey Hall of Fame aufgenommen werden.

## Von der PHWA gewählte Trophäen und Auszeichnungen

### NHL
- NHL All-Star Team (Beste Spieler)
- NHL All-Rookie Team (Beste Rookies)
- Hart Memorial Trophy (wertvollster Spieler der regulären Saison)
- Lady Byng Memorial Trophy (Spieler mit vorbildlichstem Benehmen und sportlichen Standard)
- James Norris Memorial Trophy (Wertvollster Abwehrspieler)
- Bill Masterton Memorial Trophy (Spieler mit größter Ausdauer, Hingabe, Fairness)
- Frank J. Selke Trophy (Stürmer mit dem besten Defensivverhalten)
- Conn Smythe Trophy (Wertvollster Spieler der Playoffs)

### Elmer Ferguson Memorial Award
Die Gewinner des Elmer Ferguson Memorial Award seit seiner Einführung im Jahr 1984:
| Jahr | Name                | Zeitung                                         |
| ---- | ------------------- | ----------------------------------------------- |
| 1984 | Jacques Beauchamp   | Montréal-Matin/Le Journal de Montréal           |
| 1984 | Jim Burchard        | New York Wold Telegram                          |
| 1984 | Red Burnett         | Toronto Star                                    |
| 1984 | Dink Carroll        | Montréal Gazette                                |
| 1984 | Jim Coleman         | Southam Newspapers                              |
| 1984 | Ted Damata          | Chicago Tribune                                 |
| 1984 | Marcel Desjardins   | La Presse                                       |
| 1984 | Jack Dulmage        | Windsor Star                                    |
| 1984 | Milt Dunnell        | Toronto Star                                    |
| 1984 | Elmer Ferguson      | Montréal Herald/Montréal Star                   |
| 1984 | Tom Fitzgerald      | The Boston Globe                                |
| 1984 | Trent Frayne        | Toronto Telegram/The Globe and Mail/Toronto Sun |
| 1984 | Al Laney            | New York Herald Tribune                         |
| 1984 | Joe Nichols         | The New York Times                              |
| 1984 | Basil O’Meara       | Montréal Star                                   |
| 1984 | Jim Vipond          | Toronto Globe and Mail                          |
| 1984 | Lewis Walter        | Detroit Times                                   |
| 1985 | Charlie Barton      | Buffalo Courier-Express                         |
| 1985 | Red Fisher          | Montréal Star/Montréal Gazette                  |
| 1985 | George Gross        | Toronto Telegram/Toronto Sun                    |
| 1985 | Zotique L’Esperance | Le Journal de Montréal/La Petit Journal         |
| 1985 | Charles Mayer       | Le Journal de Montréal/La Patrie                |
| 1985 | Andy O’Brien        | Weekend Magazine                                |
| 1986 | Dick Johnston       | Buffalo News                                    |
| 1986 | Leo Monahan         | Boston Herald                                   |
| 1986 | Tim Moriarty        | United Press International/Newsday              |
| 1987 | Bill Brennan        | Detroit News                                    |
| 1987 | Rex MacLeod         | Toronto Globe and Mail/Toronto Star             |
| 1987 | Ben Olan            | Boston Globe                                    |
| 1987 | Fran Rosa           | Toronto Star                                    |
| 1988 | Jim Proudfoot       | Toronto Star                                    |
| 1988 | Scott Young         | Toronto Globe and Mail/Toronto Telegram         |
| 1989 | Claude Larochelle   | Le Soleil                                       |
| 1989 | Frank Orr           | Toronto Star                                    |
| 1990 | Bertrand Raymond    | Le Journal de Montréal                          |
| 1991 | Hugh Delano         | New York Post                                   |
| 1993 | Al Strachan         | The Globe and Mail/Toronto Sun                  |
| 1995 | Jack Gatecliff      | St. Catharines Standard                         |
| 1997 | Ken McKenzie        | The Hockey News                                 |
| 1998 | Yvon Pedneault      | La Presse/Le Journal de Montréal                |
| 1999 | Russ Conway         | The Eagle-Tribune                               |
| 2000 | Jim Matheson        | Edmonton Journal                                |
| 2001 | Eric Duhatschek     | Calgary Herald                                  |
| 2002 | Kevin Dupont        | Boston Globe                                    |
| 2003 | Michael Farber      | Sports Illustrated                              |
| 2004 | Jim Kelley          | Buffalo News                                    |
| 2005 | Helene Elliott      | Los Angeles Times                               |
| 2006 | Scott Morrison      | Toronto Sun                                     |
| 2007 | Dave Fay            | Washington Times                                |
| 2008 | Neil Stevens        | The Canadian Press                              |
| 2009 | Dave Molinari       | Pittsburgh Post-Gazette                         |
| 2010 | Marc De Foy         | Le Journal de Montréal/RueFrontenac.com         |
| 2011 | Terry Jones         | Edmonton Sun                                    |

## Bedeutende Mitglieder
- Alan Adams
- Kevin Allen, USA Today (PHWA-Präsident)
- Adrian Dater, Denver Post
- Eric Duhatschek, The Globe and Mail
- Michael Russo, The Star Tribune
- Greg Wyshynski, Yahoo! Sports